# 2010年バンクーバーオリンピックのオーストリア選手団
2010年バンクーバーオリンピックのオーストリア選手団（2010ねんバンクーバーオリンピックのオーストリアせんしゅだん）は、2010年2月12日から2月28日までカナダのブリティッシュコロンビア州バンクーバー市で開催された2010年バンクーバーオリンピックのオーストリア選手団、およびその競技結果。

## 概要
今大会は金メダル4個、銀メダル6個、銅メダル6個の合計16個のメダルを獲得した。
ノルディック複合団体では、ベルンハルト・グルーバー＆フェリックス・ゴットヴァルト＆マリオ・シュテヒャー＆ダビット・クライナーのオーストリアチームが金メダルを獲得、前回2006年トリノオリンピックに続いて2連覇を達成した。

## メダル
| メダル | 選手名 | 競技                 | 種目               |
| ------ | --- | -------------------- | ------------------ |
| 金     | アンドレア・フィッシュバハー                                                                                  | アルペンスキー       | 女子スーパー大回転 |
| 金     | ウォルフガング・ロイツル アンドレアス・コフラー トーマス・モルゲンシュテルン グレゴア・シュリーレンツァウアー | スキージャンプ       | 男子団体           |
| 金     | ベルンハルト・グルーバー フェリックス・ゴットヴァルト マリオ・シュテヒャー ダビット・クライナー               | ノルディック複合     | 男子団体4×5km      |
| 金     | アンドレアス・リンガー ウォルフガング・リンガー                                                               | リュージュ           | 2人乗り            |
| 銀     | マルリース・シルト                                                                                            | アルペンスキー       | 女子回転           |
| 銀     | アンドレアス・マット                                                                                          | フリースタイルスキー | 男子スキークロス   |
| 銀     | ベンジャミン・カール                                                                                          | スノーボード         | 男子パラレル大回転 |
| 銀     | クリストフ・ズマン                                                                                            | バイアスロン         | 男子パシュート     |
| 銀     | シモン・エダー ダニエル・メゾティチュ ドミニク・ランデルティンガー クリストフ・ズマン                         | バイアスロン         | 男子リレー         |
| 銀     | ニナ・ライトマイヤー                                                                                          | リュージュ           | 女子1人乗り        |
| 銅     | エリザベト・ゲーグル                                                                                          | アルペンスキー       | 女子滑降           |
| 銅     | エリザベト・ゲーグル                                                                                          | アルペンスキー       | 女子大回転         |
| 銅     | グレゴア・シュリーレンツァウアー                                                                              | スキージャンプ       | 男子ノーマルヒル   |
| 銅     | グレゴア・シュリーレンツァウアー                                                                              | スキージャンプ       | 男子ラージヒル     |
| 銅     | ベルンハルト・グルーバー                                                                                      | ノルディック複合     | 男子個人ラージヒル |
| 銅     | マリオン・クライナー                                                                                          | スノーボード         | 女子パラレル大回転 |